# Buduq
Buduq (hay còn gọi là Budug) là một ngôi làng đô thị thuộc vùng Quba của Azerbaijan. Có dân số là 516 người. Thành phố này bao gồm các làng Buduq, Dağüstü và Zeyid.

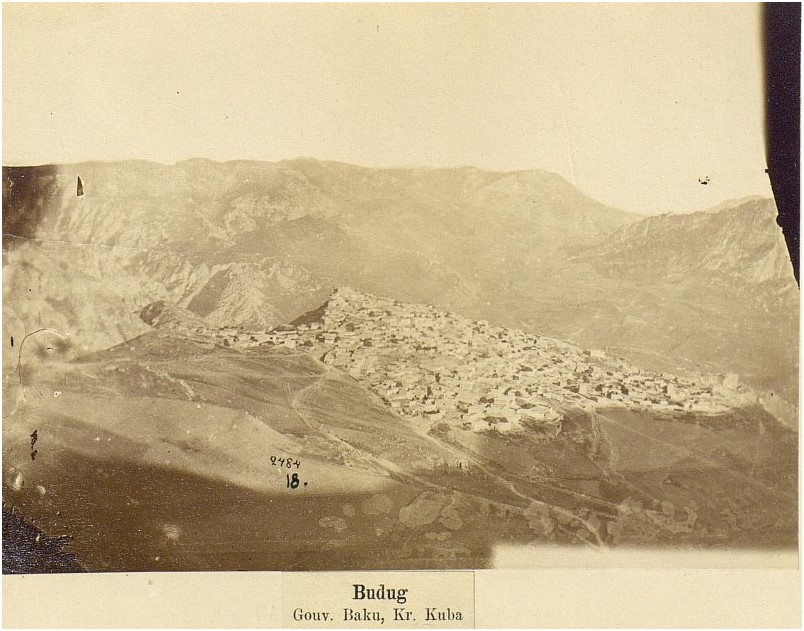
Buduq, 1880